# Badersdorf
Badersdorf est une commune d'Autriche, dans le Burgenland. Elle fait partie du district d'Oberwart.